# Józef Zajączkowski
Józef Zajączkowski (? 1813 – 25. září 1877) byl rakouský politik polské národnosti z Haliče, během revolučního roku 1848 poslanec Říšského sněmu.

## Biografie
Roku 1849 se uvádí jako Joseph von Zajączkowsky, Grenzkämmerer v obci Berežany.
Během revolučního roku 1848 se zapojil do veřejného dění. Ve volbách roku 1848 byl zvolen i na ústavodárný Říšský sněm. Zastupoval volební obvod Berežany. Tehdy se uváděl coby obecní komorník. Náležel ke sněmovní levici.